# Jilm vaz v Újezdě
Jilm vaz v Újezdě je památný strom v obci Újezd u Svatého Kříže západně od Radnic. Jilm vaz (Ulmus laevis) roste v soukromé zahradě u čp. 37. Obvod jeho kmene měří 172 cm a výška stromu je 20 m (měření 2003). Jilm je chráněn od roku 2003 pro svůj vzrůst, dendrologickou hodnotu a jako krajinná dominanta.

## Památné a významné stromy vokolí
- Dub na rozcestí (5,6 km jjv.)
- Lípa u Kaceřovského mlýna (3,4 km z.)
- Lípy u křížové cesty (2,9 km v.)